# Vanadi(IV) oxide
Vanadi(IV) oxide hoặc vanadi dioxide là một hợp chất vô cơ có công thức hóa học VO2. Nó là một chất rắn màu xanh dương đậm. Vanadi(IV) oxide là chất lưỡng tính, hòa tan trong acid không oxy hóa để tạo ra ion vanadyl màu xanh lam, [VO]2+ và trong kiềm tạo ra ion [V4O9]2− màu nâu, hoặc ở pH cao [VO4]4−. VO2 có sự chuyển pha rất gần với nhiệt độ ≈ 66 ℃. Điện trở suất, độ mờ, v.v., có thể thay đổi theo điều kiện. Do những đặc tính này, nó đã được sử dụng trong lớp phủ bề mặt, cảm biến, và hình ảnh. Các ứng dụng tiềm năng bao gồm sử dụng trong các thiết bị bộ nhớ, bộ chuyển mạch đổi pha, hệ thống liên lạc hàng không vũ trụ và tính toán thần kinh cơ.

## Tính chất

### Cấu trúc

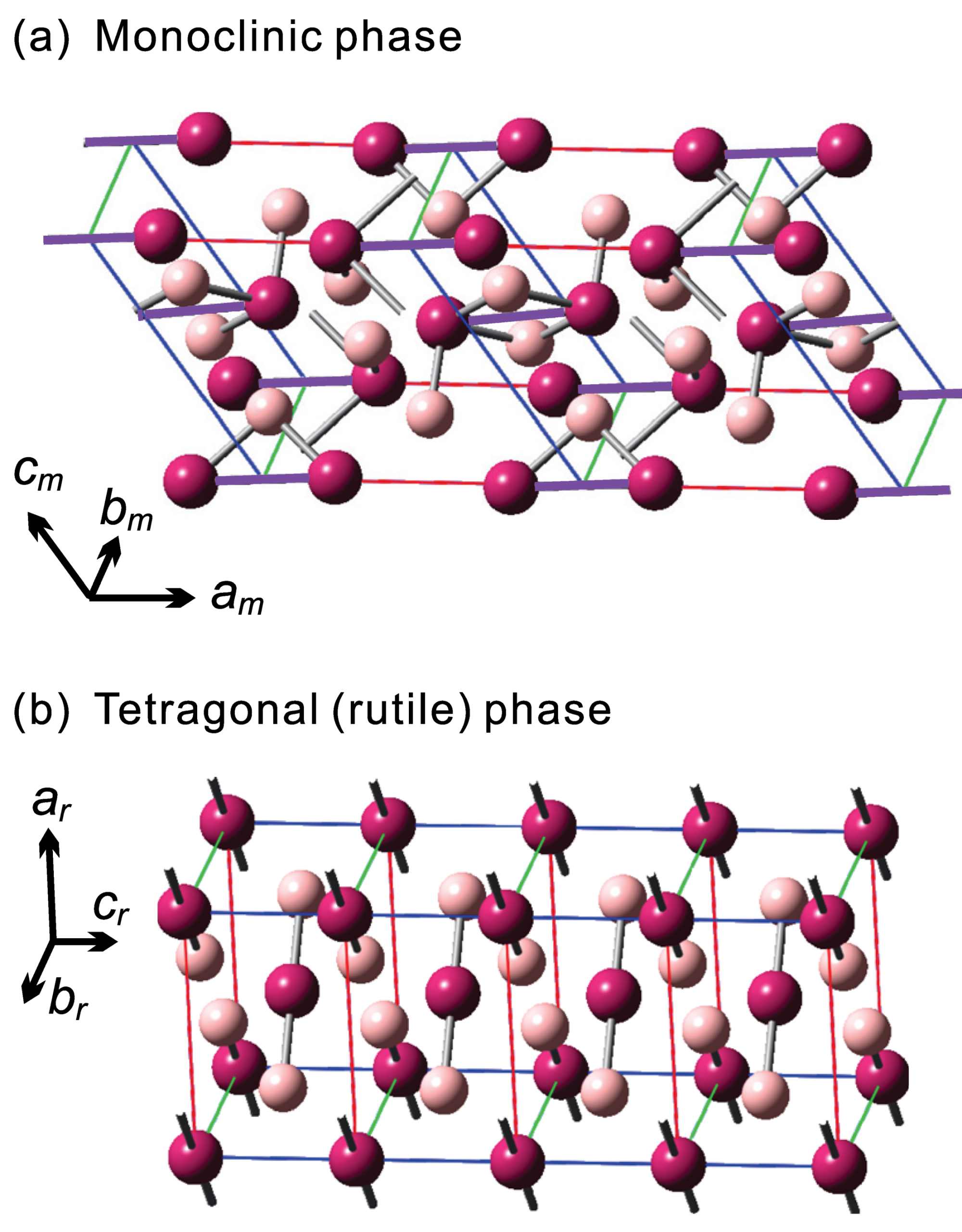
Cấu trúc của VO_{2}. Nguyên tử vanadi có màu tím và nguyên tử oxy có màu hồng. Chất đime V–V được đánh dấu bằng các vạch màu tím trong (a). Khoảng cách giữa các nguyên tử vanadi liền kề bằng nhau trong (b).

Ở nhiệt độ dưới Tc = 340 K (67 ℃), VO2 có cấu trúc tinh thể đơn nghiêng (nhóm không gian P21/c). Trên Tc, cấu trúc là bốn phương, giống như rutil (TiO2). Trong pha đơn nghiêng, các ion V4+ tạo thành các cặp dọc theo trục c, dẫn đến khoảng cách V–V ngắn và dài xen kẽ là 2,65 Å và 3,12 Å. Để so sánh, trong pha rutil, các ion V4+ cách nhau một khoảng cố định là 2,96 Å. Kết quả là số lượng ion V4+ trong tinh thể tăng gấp đôi từ pha rutil sang pha đơn tà.
Hình thái cân bằng của hạt VO2 có dạng thấu kính, giới hạn bên bởi bề mặt (110), là những mặt phẳng ổn định nhất. Bề mặt có xu hướng bị oxy hóa đối với thành phần không xác định, với oxy được hấp thụ trên bề mặt (110) tạo thành các ion vanadyl. Sự hiện diện của các ion V5+ trên bề mặt của phim VO2 đã được xác nhận bằng quang phổ quang điện tử tia X.

### Điện tử
Ở nhiệt độ chuyển tiếp rutil sang đơn tà (67 ℃), VO2 cũng thể hiện sự chuyển tiếp từ kim loại sang bán dẫn trong cấu trúc điện tử của nó: pha rutil có tính kim loại trong khi pha đơn tà là bán dẫn. Độ rộng vùng quang học của VO2 trong pha đơn tà ở nhiệt độ thấp là khoảng 0,7 eV.

### Nhiệt
Chất VO2 mâu thuẫn với định luật Wiedemann-Franz cho rằng tỷ lệ giữa phần góp điện tử của độ dẫn nhiệt (κ) với độ dẫn điện (σ) của kim loại tỷ lệ với nhiệt độ. Độ dẫn nhiệt có thể do chuyển động của electron là 10% so với lượng được dự đoán bởi định luật Wiedemann-Franz. Lý do cho điều này dường như là cách chất lỏng mà các điện tử di chuyển qua vật liệu, làm giảm chuyển động điện tử ngẫu nhiên điển hình. Độ dẫn nhiệt  của VO2 ≈ 0,2 W/m⋅K, độ dẫn điện ≈ 8,0×105 S/m.
Các ứng dụng của VO2 bao gồm chuyển đổi nhiệt thải từ động cơ và thiết bị thành điện năng hoặc dùng làm tấm phủ cửa sổ giúp các tòa nhà luôn mát mẻ. Độ dẫn nhiệt thay đổi khi VO2 được trộn với các vật liệu khác. Ở nhiệt độ thấp, nó có thể hoạt động như một chất cách nhiệt, trong khi dẫn nhiệt ở nhiệt độ cao hơn.

## Tổng hợp và cấu trúc

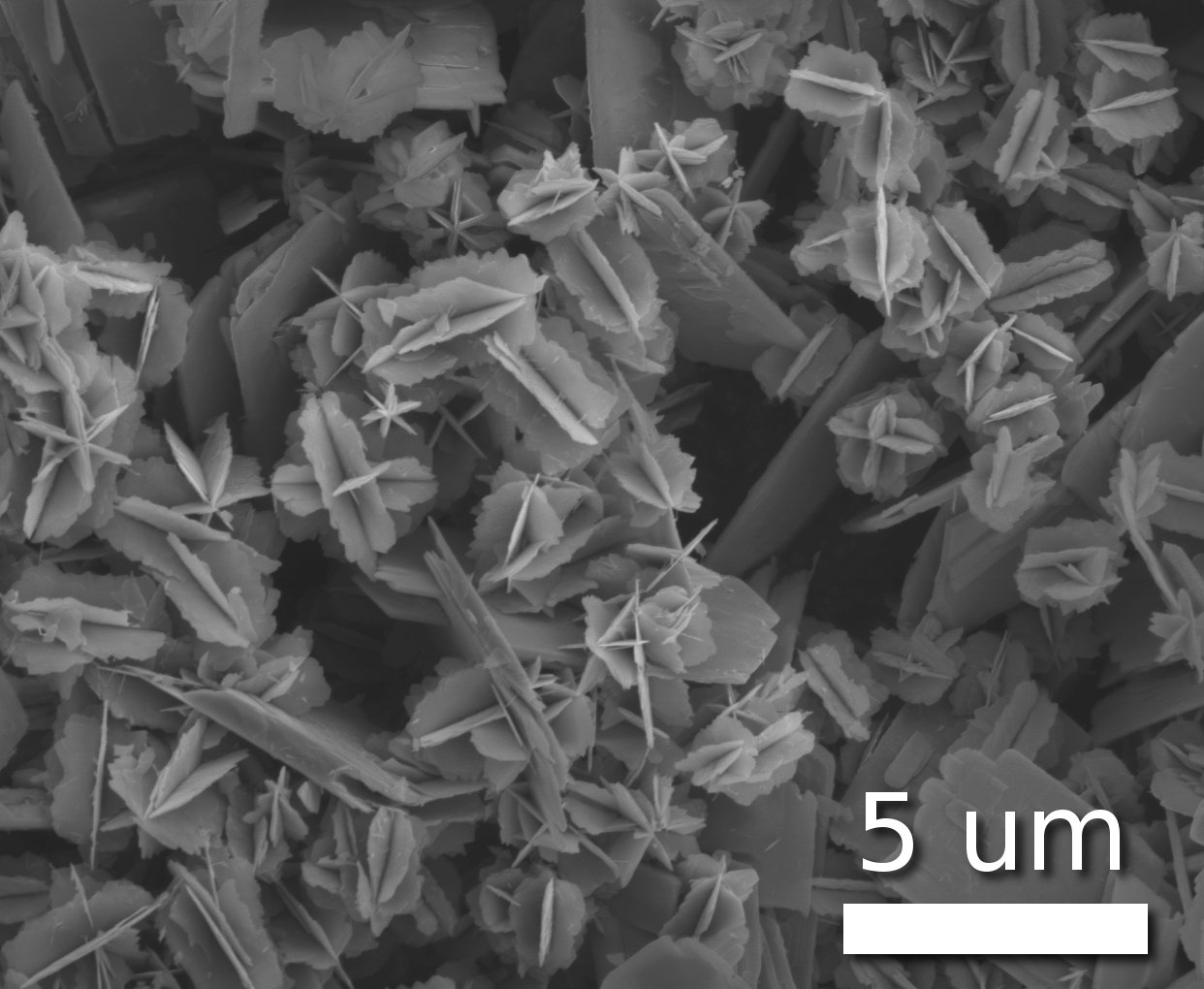
Các hạt nano của vanadi(IV) oxide

Theo phương pháp được Berzelius mô tả, VO2 được điều chế bằng cách cho hỗn hợp vanadi(III) oxide và vanadi(V) oxide tác dụng với nhau:
V2O5 + V2O3 → 4VO2
Ở nhiệt độ phòng, VO2 có cấu trúc rutil bị biến dạng với khoảng cách giữa các cặp nguyên tử V ngắn hơn chỉ ra liên kết kim loại-kim loại. Trên 68 ℃ cấu trúc chuyển sang dạng rutil không bị biến dạng và các liên kết kim loại-kim loại bị phá vỡ làm tăng độ dẫn điện và độ cảm từ khi các điện tử liên kết được "giải phóng". Nguồn gốc của chất cách điện này vẫn còn gây tranh cãi và được quan tâm cả đối với vật lý vật chất ngưng tụ và các ứng dụng thực tế, chẳng hạn như công tắc điện, bộ lọc điện có thể điều chỉnh, bộ giới hạn công suất, bộ dao động nano, memristor, hiệu ứng trường bóng bán dẫn và siêu vật liệu.

## Phản xạ hồng ngoại

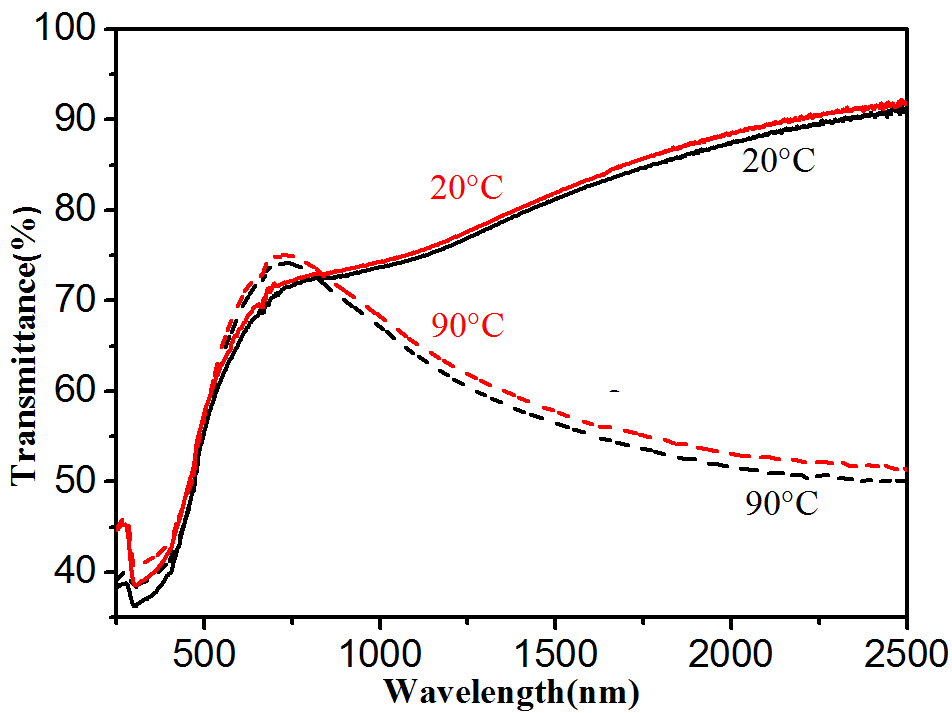
Phổ truyền qua của một phim VO_{2}/SiO_{2}. Đun nóng nhẹ dẫn đến hấp thụ đáng kể ánh sáng hồng ngoại.

VO2 thể hiện tính chất phản xạ phụ thuộc vào nhiệt độ. Khi được làm nóng từ nhiệt độ phòng lên 80 ℃, bức xạ nhiệt của vật liệu tăng lên bình thường cho đến 74 ℃, trước khi đột ngột giảm xuống khoảng 20 ℃. Ở nhiệt độ phòng VO2 gần như trong suốt đối với ánh sáng hồng ngoại. Khi nhiệt độ của nó tăng lên, nó dần dần chuyển sang phản xạ. Ở nhiệt độ trung gian, nó hoạt động như một chất điện môi hấp thụ cao.
Một màng mỏng vanadi(IV) oxide trên nền phản xạ cao (đối với các bước sóng hồng ngoại cụ thể) như sapphire có thể hấp thụ hoặc phản xạ, phụ thuộc vào nhiệt độ. Độ phát xạ của nó thay đổi đáng kể theo nhiệt độ. Khi vanadi(IV) oxide được tăng nhiệt độ lên, cấu trúc bị giảm độ phát xạ đột ngột – đối với máy ảnh hồng ngoại so với thực tế.
Thay đổi vật liệu nền, ví dụ, thành thiếc inđi oxide, và đổi lớp phủ vanadi(IV) oxide bằng cách pha tạp, làm căng và các quy trình khác sẽ làm thay đổi bước sóng và phạm vi nhiệt độ mà tại đó các hiệu ứng nhiệt được quan sát thấy.
Các cấu trúc kích thước nano xuất hiện trong vùng chuyển tiếp của vật liệu có thể ngăn chặn bức xạ nhiệt khi nhiệt độ tăng lên. Pha tạp chất phủ với wolfram làm giảm phạm vi nhiệt xuống nhiệt độ phòng.

## Sử dụng

### Kiểm soát bức xạ hồng ngoại
Màng vanadi(IV) oxide không pha tạp chất và có pha tạp chất wolfram có thể hoạt động như lớp phủ "lọc quang phổ" để ngăn chặn sự truyền tia hồng ngoại và giảm sự thất thoát nhiệt bên trong tòa nhà qua cửa sổ. Thay đổi lượng wolfram cho phép điều chỉnh nhiệt độ chuyển pha với tốc độ 20 ℃ trên 1 phần trăm nguyên tử của wolfram. Lớp phủ có màu vàng lục nhạt.
Các ứng dụng tiềm năng khác dựa vào đặc tính nhiệt của nó bao gồm ngụy trang thụ động, đèn hiệu nhiệt, thông tin liên lạc hoặc để tăng tốc độ hoặc làm chậm quá trình làm mát một cách có chủ ý (có thể hữu ích trong nhiều cấu trúc từ nhà đến vệ tinh).
Vanadi(IV) oxide có thể hoạt động như bộ điều biến quang học cực nhanh, bộ điều biến hồng ngoại cho hệ thống dẫn đường tên lửa, máy ảnh, lưu trữ dữ liệu và các ứng dụng khác. Sự chuyển pha giữa pha dẫn điện phản xạ và bán dẫn trong suốt xảy ra ở 68 ℃, và có thể xảy ra trong khoảng thời gian ngắn nhất là 100 femto giây (10−13 giây).
Quá trình chuyển pha kim loại-chất cách điện trong VO2 có thể ở cấp độ nano bằng cách sử dụng đầu kính hiển vi lực nguyên tử dẫn điện thiên vị, chỉ ra các ứng dụng trong tính toán và lưu trữ thông tin.